# Pyrausta tenuialis
Pyrausta tenuialis là một loài bướm đêm trong họ Crambidae.